# Gian Matteo Giberti

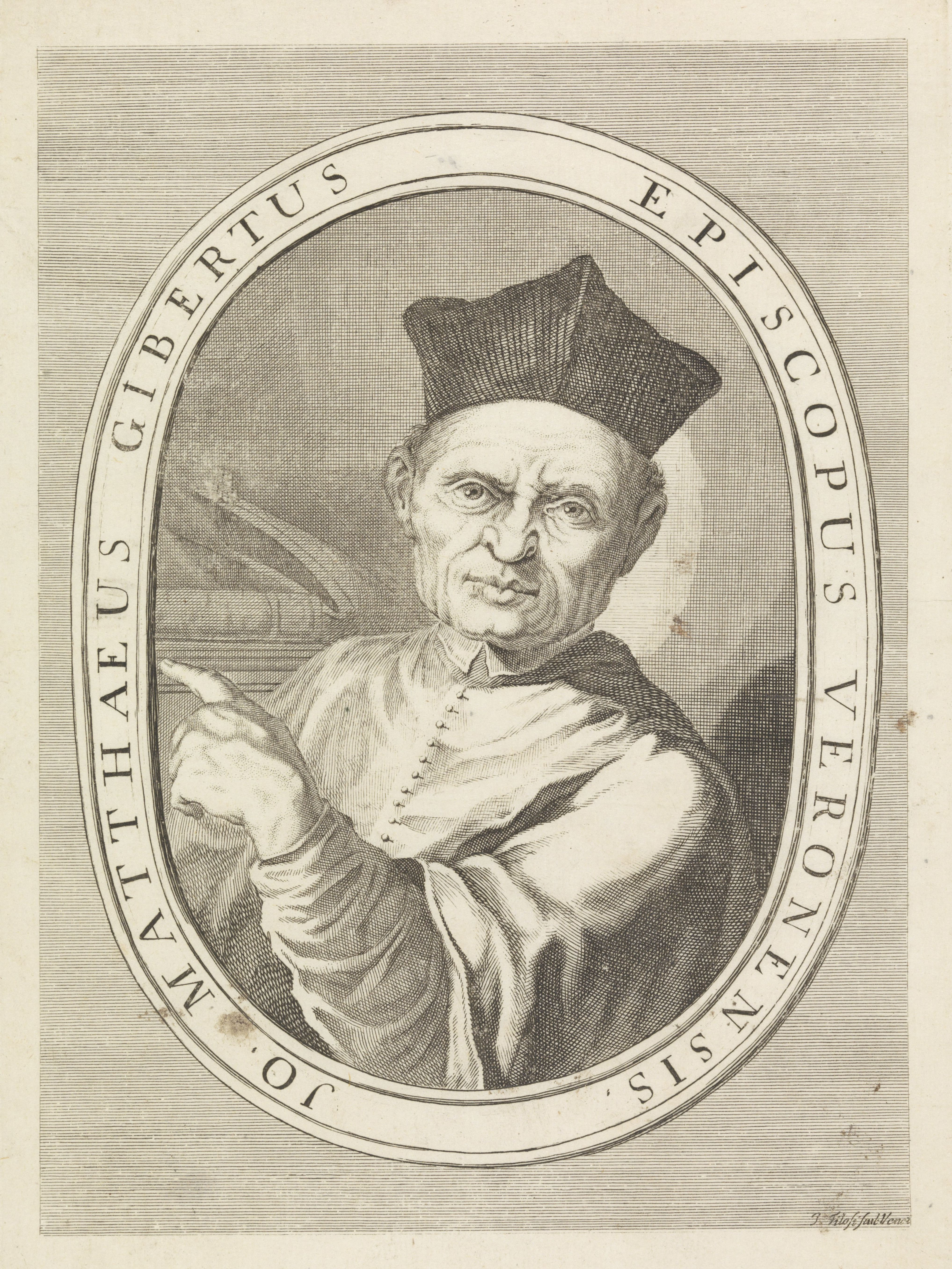
Gian Matteo Giberti, bisschop van Verona

Gian Matteo Giberti (Palermo, 1495 – Verona, 30 december 1543) was rooms-katholiek bisschop van Verona (1524-1543) in de republiek Venetië. Hij was datarius, alsook diplomaat voor de Romeinse Curie. Aan het pauselijk hof behoorde Giberti tot de fractie tegen keizer Karel V, keizer van het Heilige Roomse Rijk, en bijgevolg tot de fractie die koning Frans I van Frankrijk veel steun verleende.

## Levensloop
Giberti was een natuurlijke zoon van Francesco Giberti, een zeeman uit de republiek Genua, en een verder onbekende vrouw in Palermo. Zijn kinderjaren bracht Giberti door in Palermo. Vanaf 1513 leefde hij bij zijn vader, die hem naar Rome bracht. In 1518 werd Giberti erkend als inwoner van de Pauselijke Staat. Het was de periode dat hij tot de intimi behoorde van kardinaal Giulio de’ Medici, de latere paus Clemens VII, en de regerende paus Leo X. Giberti was bekend om zijn kennis van Griekse auteurs.
In 1521 stuurde Leo X hem in een delegatie naar de Nederlanden waar hij keizer Karel V ontmoette. Hij keerde terug naar Rome met de nieuwe paus Adrianus VI, een prelaat uit de Nederlanden. Deze laatste regeerde kort (1522-1523). Adrianus’ opvolger was Clemens VII, Giberti’s machtige beschermheer sinds vele jaren. Prompt werd Giberti benoemd tot datarius (1523).
Het Vijfde Lateraans Concilie bezorgde Giberti studiewerk om de Roomse Kerk te hervormen. Doch dit concilie leidde verder naar niets. Op vraag van de doge van Venetië, Andrea Gritti, ontving Giberti de wijding voor de bisschopstroon van Verona (1524). Giberti resideerde evenwel niet in Verona, iets wat doge Gritti nochtans gevraagd had. In de jaren 1524-1525 verbleef Giberti aan het koninklijk hof in Frankrijk, op bevel van paus Clemens VII. Giberti hielp er een alliantie smeden tegen de Habsburgers, een alliantie waarin onder meer Frankrijk en de Pauselijke Staat zaten. Zo ontstond de Liga van Cognac contra de Habsburgers, een conflict dat leidde naar oorlogsgeweld. Na de Sacco di Roma door keizerlijke troepen (1527), liet keizer Karel V de Fransgezinde fractie van prelaten arresteren, inclusief paus Clemens VII. Dezen werden opgesloten in de Engelenburcht, waar Giberti haast de dood vond. Hij slaagde erin te ontsnappen tijdens een overbrenging en zocht zijn toevlucht in Verona, zijn bisschopsstad in de republiek Venetië (1528). 
Hij organiseerde in Verona de zorg voor armen en zieken en bezocht parochies. Hij schreef ook zijn ideeën neer om meer kerkelijke discipline te bereiken. Hij kocht een drukpers aan, die hij in het bisschoppelijk paleis liet installeren.
Regelmatig riep de paus hem uit Verona weg om in de Curie te werken of om pauselijk legaat te zijn. Dat deden zowel paus Clemens VII als zijn opvolger paus Paulus III. Diplomatieke reizen brachten Giberti naar Worms, Venetië (waar hij langdurig verbleef), Bologna en Brussel. In 1537 werkte hij mee aan een verzoening tussen Karel V en Frans I. Aan de Romeinse Curie bleef hij verder bekend staan als een anti-keizerlijk prelaat.
Als antwoord op het protestantisme bereidde de Roomse Kerk het Concilie van Trente voor. Paulus III stuurde een zieke Giberti naar Trente (1543). Giberti was zo vaak bedlegerig dat hij niet aan de discussies kon deelnemen; het was zijn juridisch adviseur Nicolò Ormanetto die actief was in zijn plaats. De kardinalen stuurden Giberti terug naar Verona. In december 1543 stierf hij.

## Geschriften
Inhoudelijk waren zijn geschriften verwant met andere theologen die de Contrareformatie voorbereidden.
- Constitiones Gibertinae
- Costituzioni per le Monache
- Monitiones generales
- Edicta Selecta
- Lettere Scelte
- Dissertatio de restituâ ante Concilium Tridentinum per Ioannis Matthei Giberti ecclesiasticâ disciplina. In dit werk beschreef Giberti zijn levensverhaal.

Meer dan tweehonderd jaar na zijn dood werden de gezamenlijke werken van bisschop Giberti gepubliceerd in Verona (1733-1740). Dit was te danken aan Pietro en Girolamo Ballerini.